# アメリカ軍機の一覧
アメリカ軍機の一覧には、アメリカ軍が制式採用したものおよび開発に関わったものなどをタイプ別に示す。

## 命名規則
1962年以前のアメリカ軍機の命名規則は空軍、海軍（海兵隊）、陸軍でそれぞれ異なっていた。
- 空軍は空軍独立以前の陸軍方式を引き継いでおり、最初に任務タイプを示す英文字が入り、次にハイフンが、次に軍における命名番号順に数字が割り当てられ、その次にサブタイプを示す英文字が入る。

- 海軍においては、最初に任務タイプを示す英文字が入り、ハイフンがなく、次に製造会社ごとにおける命名番号順に数字が割り当てられ、次に製造会社を示す英文字が入り、ハイフンの後にサブタイプをしめす数字が入る。

- 陸軍は1956年以降、独自の体系を導入した。最初に任務タイプを示す英文字2文字（固定翼/回転翼の区別を含む）が入り、次にハイフンが、次に軍における命名番号順に数字が割り当てられ、その次にサブタイプを示す英文字が入る。

1962年にアメリカ軍機の命名規則が空軍方式を基本に統一され、海軍方式・陸軍方式の命名規則は廃止された。その際に、既存航空機の名称の再編も行われている。

## 飛行船

### アメリカ海軍 1922年-1962年

#### 合衆国軍艦
- USS シェナンドー （ZR-1）
- USS ロサンゼルス （ZR-3）
- USS アクロン （ZRS-4）
- USS メイコン （ZRS-5）

#### 早期警戒飛行船
- ZWG - グッドイヤー
- ZWN リラインス - グッドイヤー

#### 哨戒飛行船
- ZPG - グッドイヤー
- ZPK - グッドイヤー
- ZP2K - グッドイヤー
- ZP3K - グッドイヤー
- ZP4K - グッドイヤー
- ZP5K - グッドイヤー
- ZPM - グッドイヤー
- ZPN - グッドイヤー
- ZP2N - グッドイヤー

#### 偵察飛行船
- ZSG - グッドイヤー
- ZS2G - グッドイヤー

#### 練習飛行船
- ZTG - グッドイヤー
- ZTL - グッドイヤー

### アメリカ海軍 1962年-

#### 軽航空機
- Z-1 - グッドイヤー
- Z-2 センチネル - ウェスティングハウス
- MZ-3 - アメリカンブリンプ

## 救急輸送機

### 陸軍
無し

#### 救急機
- A-1 - コックス・クレム
- A-2 - フォッカー

### 海軍

#### 救急機
- AE - パイパー

#### 病院機
- HE - パイパー
- HL - ローニング

#### 航空海洋救難機
記号設定 (H) のみ

## 攻撃機

### 陸軍・空軍 1919年-1948年
- PG-1 - Aeromarine
- GA-1 - ボーイング
- GA-2 - ボーイング
- A-1 - （不使用）
- XA-2 - ダグラス
- A-3 - カーチス
- A-4 - カーチス
- A-5 - カーチス
- A-6 - カーチス
- XA-7 - フォッカー
- XA-8 シェライク - カーチス
- YA-9 - ロッキード
- YA-10 - カーチス
- A-11 - コンソリデーテッド
- A-12 シェライク - カーチス
- YA-13 - ノースロップ
- YA-14 シェライク - カーチス
- XA-15 - マーチン
- XA-16 - ノースロップ
- A-17 - ノースロップ
- A-18 シェライク - カーチス
- YA-19 - ヴァルティー
- A-20 ハボック - ダグラス
- XA-21 - ステアマン
- A-22 メリーランド - マーチン
- XA-23 ボルチモア - マーチン
- A-24 バンシー - ダグラス （1948年にF-24に改称）
- A-25 シェライク - カーチス
- A-26 インベーダー - ダグラス （1948年にB-26に改称、1962年にA-26に復帰）
- A-27 - ノースアメリカン
- A-28 ハドソン - ロッキード
- A-29 ハドソン - ロッキード
- A-30 ボルチモア - マーチン
- A-31 ヴェンジャンス - ヴァルティー
- XA-32 - ブリュースター
- A-33 - ダグラス
- A-34 - ブリュースター
- A-35 ヴェンジャンス - コンヴェア
- A-36 アパッチ（1943年にマスタングに改称）- ノースアメリカン
- XA-37 - ヒューズ
- XA-38 グリズリー - ビーチクラフト
- XA-39 - カイザー・フリートウィングス
- XA-40 - カーチス
- XA-41 - ヴァルティー
- XA-42 ミックスマスター - ダグラス
- XA-43 ブラックホーク - カーチス-ライト
- XA-44 - コンヴェア
- XA-45 - マーチン

### 海軍 1922年-1962年
- AD スカイレイダー - ダグラス（1962年にA-1に改称）
- A2D スカイシャーク - ダグラス
- A3D スカイウォリアー - ダグラス（1962年にA-3に改称）
- A4D スカイホーク - ダグラス（1962年にA-4に改称）
- AF ガーディアン - グラマン
- A2F イントルーダー - グラマン（1962年にA-6に改称）
- AH ファントムII - マクドネル ダグラス（後にF4Hに改称、1962年にF-4に改称）
- AJ サヴェージ - ノースアメリカン（1962年にA-2に改称）
- A2J スーパーサヴェージ - ノースアメリカン
- A3J ヴィジランティ - ノースアメリカン（1962年にA-5に改称）
- AM モーラー - マーチン
- AU コルセア - ヴォート
- A2U カットラス - ヴォート

### 1962年（命名規則改正）以降
- A-1 スカイレイダー - ダグラス（旧称 AD）
- AF-1E フューリー - ノースアメリカン（旧称 FJ-4B）
- A-2 サヴェージ - ノースアメリカン（旧称 AJ）
- A-3 スカイウォリアー - ダグラス（旧称 A3D）
- A-4 スカイホーク - マクドネル・ダグラス（旧称 A4D）
- A-5 ヴィジランティ - ノースアメリカン（旧称 A3J）
- A-6 イントルーダー - グラマン（旧称 A2F）
- A-7 コルセア II - LTV
- AV-8 ハリアー - ホーカー・シドレー
- AV-8B ハリアー II - マクドネル ダグラス
- YA-9 - ノースロップ
- A-10 サンダーボルトII - リパブリック
- A-12 アベンジャーII - マクドネル ダグラス/ゼネラルダイナミクス
- A-26 インベーダー - ダグラス （旧称 B-26、その前はA-26）
- A-37 ドラゴンフライ - セスナ（旧称 AT-37）

## 爆撃機

### 陸軍・空軍 1919年-1962年

#### 昼間爆撃
- DB-1 - ギャローデット

#### 夜間爆撃、短距離
- NBS-1 - マーチン
- NBS-2 - LWF
- NBS-3 - エリアス
- NBS-4 - カーチス

#### 夜間爆撃、長距離
- NBL-1 - ビットマン・ルイス
- NBL-2 - マーチン

#### 爆撃機
- XB-1 - ハフ・ダランド - キーストーン
- B-2 コンドル - カーチス
- B-3 - キーストーン
- B-4 - キーストーン
- B-5 - キーストーン
- B-6 - キーストーン
- Y1B-7 - ダグラス
- XB-8 - フォッカー
- Y1B-9 - ボーイング
- B-10 - マーチン
- YB-11 - ダグラス
- B-12 - マーチン
- XB-13 - マーチン
- XB-14 - マーチン
- XB-15 - ボーイング
- XB-16 - マーチン
- B-17 フライングフォートレス - ボーイング
- B-18 ボロ - ダグラス
- XB-19 - ダグラス
- Y1B-20 - ボーイング
- XB-21 - ノースアメリカン
- XB-22 - ダグラス
- B-23 ドラゴン - ダグラス
- B-24 リベレーター - コンソリデーテッド
- B-25 ミッチェル - ノースアメリカン
- B-26 マローダー - マーチン
- B-26 インベーダー - ダグラス （A-26より1948年にB-26に改称、1962年にA-26に復帰）
- XB-27 - マーチン
- XB-28 ドラゴン - ノースアメリカン
- B-29 スーパーフォートレス - ボーイング
- XB-30 - ロッキード
- XB-31 - ダグラス
- B-32 ドミネーター - コンソリデーテッド
- XB-33 スーパーマローダー - マーチン
- B-34 レキシントン / ヴェンチュラ - ロッキード
- XB-35 - ノースロップ
- B-36 - コンヴェア
- B-37 ヴェンチュラ - ロッキード
- XB-38 フライングフォートレス - ボーイング
- XB-39 スーパーフォートレス - ボーイング
- YB-40 フライングフォートレス - ボーイング
- XB-41リベレーター - コンソリデーテッド
- XB-42 ミックスマスター - ダグラス
- XB-43 ジェットマスター - ダグラス
- XB-44 スーパーフォートレス - ボーイング
- B-45 トーネイド - ノースアメリカン
- XB-46 - コンヴェア
- B-47 ストラトジェット - ボーイング
- XB-48 - マーチン
- YB-49 - ノースロップ
- B-50 スーパーフォートレス - ボーイング
- XB-51 - マーチン
- B-52 ストラトフォートレス - ボーイング
- XB-53 - コンヴェア
- B-54 - ボーイング
- XB-55 - ボーイング
- B-56 - ボーイング
- B-57 キャンベラ - マーチン / イングリッシュ・エレクトリック
- B-58 ハスラー - コンヴェア
- XB-59 - ボーイング
- YB-60 - コンヴェア
- B-61 マタドール - （ミサイル名称）
- B-62 スナーク - （ミサイル名称）
- B-63 ラスカル - （ミサイル名称）
- B-64 ナバホ - （ミサイル名称）
- B-65 アトラス - （ミサイル名称）
- B-66 デストロイヤー - ダグラス
- B-67 クロスボー - （ミサイル名称）
- XB-68 - マーチン
- RB-69 - ロッキード
- XB-70 ヴァルキリー - ノースアメリカン
- FB-111 アードヴァーク - ジェネラルダイナミクス

#### 爆撃機、長距離
- BLR-1 - ボーイング
- BLR-2 - ダグラス
- BLR-3 - シコルスキー

#### 重爆撃機
- HB-1 - ハフ・ダランド
- HB-2 - フォッカー
- HB-3 - ハフ・ダランド

#### 軽爆撃機
- LB-1 - ハフ・ダランド
- LB-2 - フォッカー
- LB-3 - ハフ・ダランド
- LB-4 - マーチン
- LB-5 - ハフ・ダランド
- LB-6 - キーストーン
- LB-7 - キーストーン
- LB-8 - キーストーン
- LB-9 - キーストーン
- LB-10 - キーストーン
- LB-11 - キーストーン
- LB-12 - キーストーン
- LB-13 - キーストーン
- LB-14 - キーストーン

#### ミサイル
- TM-61 マタドール - マーチン
- SM-62 スナーク - ノースロップ
- XGAM-63 ラスカル - ベル
- SM-64 ナバホ - ノースアメリカン
- SM-65 アトラス - コンベア
- GAM-67 クロスボー - ラジオプレーン
- SM-68 タイタンI - マーチン
- IM-69 ボマーク - ボーイング
- IM-70 タロス - ベンディックス
- GAM-71 Buck Duck - コンベア
- XGAM-72 クェイル - マクドネル
- XSM-73 ブル・グース - フェアチャイルド
- SM-75 ソー - ダグラス
- TM-76 メイス - マーチン
- GAM-77 ハウンドドッグ - ノースアメリカン
- SM-78 ジュピター - クライスラー
- GAM-79 ホワイトランス - マーチン
- SM-80 ミニットマン - ボーイング
- RM-81 アジェナ - ロッキード
- XRM-82 - JPL
- GAM-83 ブルパップ - マーチン
- XRM-84 - エアロジェット・ジェネラル
- XRM-85 - UM
- XRM-86 - UM
- GAM-87 スカイボルト - ダグラス
- XRM-88 - クーパー
- XRM-89 Blue Scout 1 - フォード
- XRM-90 Blue Scout 2 - フォード
- XRM-91 Blue Scout Junior - フォード
- XRM-92 Air Force Scout - フォード
- IM-99 ボマーク - ボーイング
- AIM-101 スパロー - レイセオン

### 海軍 1922年-1962年

#### 爆撃機
- BD ハボック - ダグラス
- BG - グレートレークス
- B2G - グレートレークス
- BM - マーチン
- BN - 海軍航空工廠
- BT - ノースロップ
- B2T - ノースロップ
- BY フリートスター - コンソリデーテッド
- B2Y - コンソリデーテッド

#### 爆撃戦闘機
- BFB - ボーイング
- BFC ゴスホーク - カーチス
- BF2C ゴスホーク - カーチス

#### 爆撃雷撃機
- BTC - カーチス
- BT2C - カーチス
- BTD デストロイヤー - ダグラス
- BT2D デストロイヤーII / スカイレイダー - ダグラス
- BTK - カイザー・フリートウィングス
- BTM モーラー - マーチン

#### 哨戒爆撃機
- XPBB シーレンジャー - ボーイング
- PB2B カタリナ - ボーイング（PBYのボーイング社製造分）
- PBJ ミッチェル - ノースアメリカン
- PBM マリナー - マーチン
- XPB2M マース - マーチン
- PBN ノーマッド - 海軍航空工廠
- PBO ハドソン - ロッキード
- PBS - シコルスキー
- PB2S カタリナ - ボーイング・カナダ
- PBV - カナディアン・ヴィッカース
- PBY カタリナ - コンソリデーテッド（旧称P3Y）
- PB2Y コロナド - コンソリデーテッド
- PB3Y - コンソリデーテッド
- PB4Y リベレーター / プライベイター - コンソリデーテッド（1962年にP-4と改称）

#### 哨戒雷爆撃機
- XPTBH - ホール

#### 偵察爆撃機
- SBA - ブリュースター
- SB2A バッカニア - ブリュースター
- SBC ヘルダイバー - カーチス・ライト
- SB2C ヘルダイバー - カーチス・ライト
- SB3C - カーチス-ライト
- SBD ドーントレス - ダグラス
- SB2D デストロイヤー - ダグラス
- SBF - グラマン
- SBF ヘルダイバー - フェアチャイルド・カナダ
- SBG - グレートレークス
- SBN - 海軍航空工廠
- SBT - ノースロップ
- SBU - ヴォート
- SB2U ヴィンディケイター - ヴォート
- XSB3U - ヴォート
- SBW ヘルダイバー - カナディアン・カー

#### 雷爆撃機
- TBD デバステイター - ダグラス
- TB2D スカイパイレート - ダグラス
- TBF アヴェンジャー - グラマン
- XTB2F - グラマン
- TB3F ガーディアン - グラマン
- TBG - グレートレークス
- TBM アヴェンジャー - ジェネラルモーターズ
- TBU シーウルフ - ヴォート
- TBV ジョージア - ヴァルティー
- TBY シーウルフ - コンソリデーテッド

### 1962年（命名規則改正）以降
- B-1 ランサー - ロックウェル
- B-2 スピリット - ノースロップ・グラマン
- FB-22 ラプター - ロッキード・マーチン

## 輸送機

### 陸軍・空軍
- T-1 - マーチン
- T-2 - フォッカー
- XT-3 - L-W-F

- C-1 - ダグラス
- C-2 - フォッカー
- C-3 - フォード
- C-4 - フォード
- C-5 - フォッカー
- C-6 - シコルスキー
- C-7 - フォッカー
- C-8 - フェアチャイルド
- C-9 - フォード
- XC-10 ロビン - カーチス・ライト
- C-11 フリートステア - コンソリデーデッド
- Y1C-12 ヴェガ - ロッキード
- C-13 - （未使用）
- C-14 - フォッカー
- C-15 - フォッカー
- C-16 - フォッカー
- Y1C-17 スーパーヴェガ - ロッキード
- C-18 モノメイル - ボーイング
- C-19 アルファ - ノースロップ
- C-20 - フォッカー
- C-21 ドルフィン - ダグラス
- C-22 フリートステア - コンソリデーデッド
- C-23 アルテア - ロッキード
- Y1C-24 - アメリカン
- C-25 アルテア - ロッキード
- C-26 ドルフィン - ダグラス
- C-27 エアバス - ベランカ
- C-28 - シコルスキー
- C-29 ドルフィン - ダグラス
- C-30 コンドル - カーチス・ライト
- C-31 - Kreider-Reisner
- C-32 - ダグラス
- C-33 - ダグラス
- C-34 - ダグラス
- XC-35 エレクトラ - ロッキード
- C-36 エレクトラ - ロッキード
- C-37 エレクトラ - ロッキード
- C-38 - ダグラス
- C-39 - ダグラス
- C-40 エレクトラ・ジュニア - ロッキード
- C-41 - ダグラス
- C-42 - ダグラス
- UC-43 トラベラー - ビーチクラフト
- XC-44 - メッサーシュミット
- C-45 エクスペディター - ビーチクラフト
- C-46 コマンドー - カーチス
- C-47 スカイトレイン - ダグラス
- C-48 スカイトレイン - ダグラス
- C-49 スカイトレイン - ダグラス
- C-50 スカイトレイン - ダグラス
- C-51 スカイトレイン - ダグラス
- C-52 スカイトレイン - ダグラス
- C-53 スカイトルーパー - ダグラス
- C-54 スカイマスター - ダグラス
- C-55 - カーチス
- C-56 ロードスター - ロッキード
- C-57 ロードスター - ロッキード
- C-58 ボロ - ダグラス
- C-59 ロードスター - ロッキード
- C-60 ロードスター - ロッキード
- C-61 Forwarder - フェアチャイルド
- C-62 - ウェイコ
- C-63 ハドソン - ロッキード
- C-64 ノースマン - ヌーアダイン
- C-65 スカイカー - Stout
- C-66 ロードスター - ロッキード
- C-67 ドラゴン - ダグラス
- C-68 - ダグラス
- C-69 コンステレーション - ロッキード
- C-70 ナイチンゲール - ハワード
- C-71 エクゼクティブ - スパルタン
- C-72 - ウェイコ
- C-73 - ボーイング
- C-74 グローブマスター - ダグラス
- C-75 ストラトライナー - ボーイング
- C-76 キャラバン - カーチス
- UC-77 - セスナ
- C-78 ボブキャット - セスナ
- C-79 - ユンカース
- UC-80 - Harlow
- UC-81 リライアント - スティンソン
- C-82 パケット - フェアチャイルド
- UC-83 グラスホッパー - パイパー
- C-84 スカイトレイン - ダグラス
- UC-85 - ロッキード
- UC-86 - フェアチャイルド
- C-87 リベレーター・エクスプレス - コンソリデーテッド
- UC-88 - フェアチャイルド
- UC-89 - ハミルトン
- UC-90 - Luscombe
- C-91 - スティンソン
- UC-92 - Akron-Funk
- C-93 コネストガ - バッド
- UC-94 - セスナ
- UC-95 グラスホッパー - ティラークラフト
- UC-96 - フェアチャイルド
- C-97 ストラトフレイター - ボーイング
- C-98 - ボーイング
- XC-99 - コンヴェア
- UC-100 - ノースロップ
- UC-101 ヴェガ - ロッキード
- C-102 - Rearwin
- UC-103 - グラマン
- C-104 ロードスター - ロッキード
- XC-105 - ボーイング
- C-106 - セスナ
- XC-107 - Stout
- C-108 フライング・フォートレス - ボーイング
- C-109 -- コンソリデーテッド
- C-110 - ダグラス
- C-111 スーパーエレクトラ - ロッキード
- XC-112 - ダグラス
- XC-113 コマンドー - カーチス
- XC-114 スカイマスター - ダグラス
- XC-115 スカイマスター - ダグラス
- YC-116 スカイマスター - ダグラス
- C-117 スーパー・スカイトレイン - ダグラス
- C-118 リフトマスター - ダグラス
- C-119 フライング・ボックスカー - フェアチャイルド
- XC-120 パックプレーン - フェアチャイルド
- C-121 コンステレーション - ロッキード
- YC-122 アビチュック - チェイス
- C-123 プロバイダー - フェアチャイルド
- C-124 グローブマスター II - ダグラス
- YC-125 レイダー - ノースロップ
- LC-126 - セスナ
- C-127 ビーバー - デハビランドカナダ
- C-127 - ダグラス
- YC-128 - フェアチャイルド
- YC-129 スーパー・スカイトレイン - ダグラス
- C-130 ハーキュリーズ - ロッキード
- C-131 サマリタン - コンヴェア
- C-132 - ダグラス
- C-133 カーゴマスター - ダグラス
- YC-134 - ストルコフ
- C-135 ストラトリフター - ボーイング
- C-136 - フェアチャイルド
- YC-137 ストラトフレイター - ボーイング
- C-137 ストラトライナー - ボーイング
- C-138 - （欠番）
- C-139 - （欠番）
- C-140 ジェットスター - ロッキード
- C-141 スターリフター - ロッキード
- XC-142 - LTV
- C-143 - ボンバルディア
- HC-144 オーシャン・セントリー - CASA
- C-145 スカイトラック - PZLミェレッツ
- C-146 ウルフハウンド - ドルニエ
- C-147 - デ・ハビランド・カナダ

### 海軍
- TA - フォッカー

- RA - フォッカー
- RB コネストガ - バッド
- RC - カーチス
- R4C - カーチス
- R5C - カーチス
- RD - ダグラス
- R2D - ダグラス
- R3D - ダグラス
- R4D - ダグラス
- R5D - ダグラス
- R6D - ダグラス
- XRE - ベランカ
- XRK - キンナー
- XR2K - フェアチャイルド
- RM - マーチン
- RN - スチンソン
- XRO - ロッキード
- R2O - ロッキード
- R3O - ロッキード
- XR4O - ロッキード
- R5O - ロッキード
- R6O - ロッキード
- R7O - ロッキード
- RQ - スチンソン
- XRQ - フェアチャイルド
- R2Q - フェアチャイルド
- R3Q - スチンソン
- R4Q - フェアチャイルド
- RR - フォード
- RS - シコルスキー
- RT - ノースロップ
- R6V - ロッキード
- R7V - ロッキード
- R8V - ロッキード
- RY - コンソリーテッド
- R2Y - コンベア
- R3Y トレードウインド - コンベア
- R4Y - コンベア

- GB - ビーチ
- GK - フェアチャイルド
- GH - ハワード
- GQ - スチンソン

- JRB - ビーチ
- JRC - セスナ
- JRF グース - グラマン
- XJR2F アルバトロス - グラマン
- JRM マーズ - マーチン
- JRS - シコルスキー
- JR2S - ヴォート・シコルスキー

### 1962年以降
- C-1 トレーダー - グラマン
- C-2 グレイハウンド - グラマン
- C-3 - マーチン
- C-4 ガルフストリーム - グラマン
- C-5 ギャラクシー - ロッキード
- C-6 - ビーチクラフト
- C-7 カリブー - デ・ハビランド・カナダ
- C-8 バッファロー - デ・ハビランド・カナダ
- C-9 ナイチンゲール/スカイトレイン II - ダグラス
- KC-10 エクステンダー - マクドネル・ダグラス
- C-11 ガルフストリームII - グラマン
- C-12 - ビーチクラフト
- YC-14 - ボーイング
- YC-15 - マクドネル・ダグラス
- C-17 グローブマスター III - ボーイング
- C-18 - ボーイング（707-320）
- C-19 - ボーイング（747；実機なし）
- C-20 - ガルフストリーム III
- C-21 - リアジェット
- C-22 - ボーイング（727）
- C-23 シェルパ - ショート
- C-24 - マクドネル・ダグラス（DC-8）
- VC-25 - ボーイング（747；エアフォースワン）
- C-26 メトロライナー - フェアチャイルド
- C-27 スパルタン - アエリタリア
- C-27J スパルタン - アレーニア
- C-28 タイタン - セスナ（404）
- C-29 - ブリティッシュ・エアロスペース（125-800）
- CN-235 - CASA/インドネシアン・エアロススペース

## 標的機

### 陸軍・空軍

#### 空中標的
- A-1 - フリートウイングス
- A-2 - ラジオプレーン
- A-3 - カーチス
- A-4 - ダグラス
- A-5 - ボーイング
- A-6 - ダグラス
- A-7 エアラコブラ - ベル
- A-8 カデット - カルバー

#### 空中標的（模型飛行機）
- OQ-2 - ラジオプレーン
- OQ-3 - ラジオプレーン
- OQ-4 - Brunswick-Balke-Collender
- OQ-5
- OQ-6 - ラジオプレーン
- OQ-7 - ラジオプレーン
- OQ-11 - シモンズ アエロセサリーズ
- OQ-12 - ラジオプレーン
- OQ-13 - ラジオプレーン
- OQ-14 - ラジオプレーン
- OQ-15
- OQ-16 - フランクフォート
- OQ-17 - ラジオプレーン
- OQ-18
- OQ-19 - ラジオプレーン

#### 空中標的（有人）
- PQ-8 - カルバー
- PQ-9 - カルバー
- PQ-10 - カルバー
- PQ-11 - フレッチャー
- PQ-12 - フリートウイングス
- PQ-13 - エルコ
- PQ-14 - カルバー
- PQ-15 - カルバー

#### 無人標的機
- Q-1 - ラジオプレーン
- Q-2 ファイアビー - ライアン
- Q-3 - ラジオプレーン
- Q-4 - ラジオプレーン
- Q-5 キングフィッシャー - ロッキード
- Q-9
- Q-10 - ラジオプレーン
- Q-12 - ビーチ
- Q-14 - カルバー

### 海軍

#### 無人標的機
- TDC カデット - カルバー
- TD2C ターキー - カルバー
- TD3C - カルバー
- TD4C - カルバー
- TDD - ラジオプレーン
- TD2D - マクドネル
- TD3D - フランクフォート
- TD4D - ラジオプレーン
- TDL - ベル
- TDN - NAF
- TD2N ゴードン - NAF
- TD3N ゴードン - NAF
- TDR - インターステート
- TD2R - インターステート
- TD3R - インターステート

#### 無人機
- UC カデット - カルバー

## 電子戦機

### 海軍

#### 早期警戒機
- WF トレーサー - グラマン
- W2F ホークアイ - グラマン
- WU - ヴォート
- WV - コンステレーション / ワーニングスター - ロッキード

### 1962年以降

#### 電子戦機
- E-1 トレーサー - グラマン
- E-2 ホークアイ - グラマン
- E-3 セントリー - ボーイング
- E-4 NAOC - ボーイング
- E-5 - Windecker
- E-6 TACAMO マーキュリー - ボーイング
- E-7 - 未使用
- E-8 ジョイントスターズ - ボーイング
- E-9 - デ・ハビランド・カナダ
- E-10 MC2A - ボーイング

## 実験機

### 陸軍・空軍

#### 競速機
- R-1 - 技術部
- R-2 - トーマス・モース
- R-3 - ヴァービル・スペリー
- R-4 - ローニング
- R-5 - トーマス・モース
- R-6 - カーチス
- R-7 - 技術部
- R-8 - カーチス

#### 超音速 / 特殊試験
- XS-1 - ベル
- XS-2 - ベル
- XS-3 スティレット - ダグラス
- XS-4 バンタム - ノースロップ
- XS-5 - ベル

#### 実験機
- X-1 - ベル
- X-2 - ベル
- X-3 スティレット - ダグラス
- X-4 バンタム - ノースロップ
- X-5 - ベル
- X-6 - コンベア
- X-7 - ロッキード
- X-8 - アエロジェット ジェネラル
- X-9 シュライク - ベル
- X-10 - ノースアメリカン
- X-11 - コンベア
- X-12 - コンベア
- X-13 バーティジェット - ライアン
- X-14 - ベル
- X-15 - ノースアメリカン
- X-16 - ベル
- X-17 - ロッキード
- X-18 - ヒラー
- X-19 - カーチスライト
- X-20 ダイナ・ソア - ボーイング
- X-21 - ノースロップ
- X-22 - ベル
- X-23 -（未使用）
- X-24 - マーチン・マリエッタ
- X-25 - ベンセン
- X-26 フリゲート - シュバイツァー
- X-27 - ロッキード
- X-28 シースキマー - ペレイラ
- X-29 - グラマン
- X-30 - ロックウェル
- X-31 - ロックウェル / MBB
- X-32 - ボーイング
- X-33 - ロッキード・マーチン
- X-34 - オービタル・サイエンシズ
- X-35 - ロッキード・マーチン
- X-36 - マクドネル・ダグラス
- X-37 - ボーイング
- X-38
- X-39 -（未使用）
- X-40 - ボーイング
- X-41
- X-42
- X-43 - ボーイング
- X-44 - ロッキード・マーチン
- X-45 - ボーイング
- X-46 - ボーイング
- X-47 - ノースロップ・グラマン
- X-48 - ボーイング
- X-49 - シコルスキー / パイアセッキ・エアクラフト
- X-50 - ボーイング
- X-51 - ボーイング
- X-52 -（未使用）
- X-53 - ボーイング
- X-54 - ガルフストリーム

### 海軍

#### 競速機
- BR - ビーライン
- CR - カーチス
- R2C - カーチス
- R3C - カーチス

## 戦闘機

### 陸軍・空軍

#### 追撃機、液冷
- PW-1 - 技術部
- PW-2 - ローニング
- PW-3 - オレンコ
- PW-4 - ギャローデッド
- PW-5 - フオッカー
- PW-6 - フォッカー
- PW-7 - フォッカー
- PW-8 - カーチス
- PW-9 - ボーイング

#### 追撃機、夜間
- PN-1 - カーチス

#### 追撃機、空冷
- PA-1 - ローニング

#### 複座追撃機
- TP-1 - 技術部

#### 警戒追撃機（特殊）
- PS-1 - デイトン・ライト

#### 追撃機
- P-1 ホーク - カーチス
- P-2 ホーク - カーチス
- P-3 ホーク - カーチス
- XP-4 - ボーイング
- P-5 スーパーホーク - カーチス
- P-6 ホーク - カーチス
- XP-7 - ボーイング
- XP-8 - ボーイング
- XP-9 - ボーイング
- XP-10 - カーチス
- XP-11 ホーク - カーチス
- P-12 - ボーイング
- XP-13 ヴァイパー - トーマス・モース
- XP-14 - カーチス
- XP-15 - ボーイング
- P-16 - バーリナー・ジョイス
- XP-17 ホーク - カーチス
- XP-18 - カーチス
- XP-19 - カーチス
- YP-20 ホーク - カーチス
- XP-21 - カーチス
- XP-22 ホーク - カーチス
- XP-23 ホーク - カーチス
- YP-24 - ロッキード
- Y1P-25 - コンソリデーテッド
- P-26 ピーシューター - ボーイング
- YP-27 - コンソリデーテッド
- Y1P-28 - コンソリデーテッド
- P-29 - ボーイング
- P-30 - コンソリデーテッド
- XP-31 - カーチス
- XP-32 - ボーイング
- XP-33 - コンソリデーテッド
- XP-34 - ウェデル・ウィリアムズ
- P-35 - セバスキー
- P-36 ホーク - カーチス
- XP-37 - カーチス
- P-38 ライトニング - ロッキード
- P-39 エアラコブラ - ベル
- P-40 ウォーホーク - カーチス
- XP-41 - セバスキー
- XP-42 - カーチス
- P-43 ランサー - リパブリック
- XP-44 ロケット - リパブリック
- P-45 - ベル
- XP-46 - カーチス
- P-47 サンダーボルト - リパブリック
- XP-48 - ダグラス
- XP-49 - ロッキード
- XP-50 - グラマン
- P-51 マスタング - ノースアメリカン
- XP-52 - ベル
- XP-53 - カーチス
- XP-54 スウース・グース - ヴァルティー
- XP-55 アセンダー - カーチス
- XP-56 ブラック・ブレット - ノースロップ
- XP-57 - タッカー
- XP-58  チェイン・ライトニング - ロッキード
- XP-59 - ベル
- P-59 エアラコメット - ベル
- P-60 - カーチス
- P-61 ブラック・ウィドー - ノースロップ
- XP-62 - カーチス
- P-63 キングコブラ - ベル
- P-64 - ノースアメリカン
- XP-65 - グラマン
- P-66 ヴァンガード - ヴァルティー
- XP-67 バット - マクドネル
- XP-68 トーネイド - ヴァルティー
- XP-69 - リパブリック
- P-70 - ダグラス
- XP-71 - カーチス
- XP-72 - リパブリック
- XP-73 - ヒューズ
- P-74 -（未使用）
- P-75 イーグル - フィッシャー
- XP-76 - ベル
- XP-77 - ベル
- XP-78 - ノースアメリカン
- XP-79 フライングラム - ノースロップ
- P-80 シューティングスター - ロッキード
- XP-81 - コンヴェア
- P-82 ツイン・マスタング - ノースアメリカン
- XP-83 - ベル
- P-84 サンダージェット/サンダーストリーク - リパブリック
- XP-85 ゴブリン - マクドネル
- P-86 セイバー - ノースアメリカン
- XP-87 ブラックホーク - カーチス
- XP-88 ヴードゥー - マクドネル
- XP-89 スコーピオン - ノースロップ
- XP-90 - ロッキード
- XP-91 サンダーセプター - リパブリック
- XP-92 - コンヴェア

#### 戦闘機、複座
- PB-1 - バーリナー・ジョイス
- PB-2 - コンソリデーテッド
- XPB-3 - XPB-3の要求仕様に応えたものがベルX(Y)sFM-1およびロッキードXFM-2
- PシリーズはP−82まで（P-83含む）
- P-80とP-82はF-80、F-82ではありません。
- FシリーズはF-84から現行の戦闘機までになります。

#### 多座戦闘機
- YFM-1 エアラクーダ - ベル
- XFM-2 - ロッキード

#### 戦闘機
- F-24 バンシー - ダグラス
- F-38 ライトニング - ロッキード
- F-40 ウォーホーク - カーチス
- F-47 サンダーボルト - リパブリック
- F-51 マスタング - ノースアメリカン
- F-59 エアラコメット - ベル
- F-61 ブラック・ウィドー - ノースロップ
- F-63 キングコブラ - ベル
- F-80 シューティングスター - ロッキード
- XF-81 - コンヴェア
- F-82 ツイン・マスタング - ノースアメリカン
- XF-83 - ベル
- F-84 サンダージェット/サンダーストリーク - リパブリック
- XF-85 ゴブリン - マクドネル
- F-86 セイバー - ノースアメリカン
- XF-87 ブラックホーク - カーチス
- XF-88 ヴードゥー - マクドネル
- F-89 スコーピオン - ノースロップ
- XF-90 - ロッキード
- XF-91 サンダーセプター - リパブリック
- XF-92 - コンヴェア
- YF-93 - ノースアメリカン
- F-94 スターファイア - ロッキード
- YF-95 - ノースアメリカン
- YF-96 - リパブリック
- YF-97 スターファイア - ロッキード
- F-98 ファルコン - ヒューズ（ミサイル名称）
- F-99 ボマーク - ボーイング（ミサイル名称）
- F-100 スーパー・セイバー - ノースアメリカン
- F-101 ヴードゥー - マクドネル
- F-102 デルタ・ダガー - コンヴェア
- XF-103 - リパブリック
- XF-104 ファルコン - ヒューズ（ミサイル名称）
- F-104 スターファイター - ロッキード
- F-105 サンダーチーフ - リパブリック
- XF-106 サンダーストリーク - リパブリック
- F-106 デルタ・ダード - コンヴェア
- F-107 - ノースアメリカン
- XF-108 レイピア - ノースアメリカン
- F-109（未使用） D-188AがXF-109とされているが、正式に命名はされておらず、他に該当する機体も存在する。
- F-110 スペクター - マクドネル（1962年以降はF-4に改称）
- F-111 アードヴァーク - ジェネラルダイナミクス
- F-117 ナイトホーク - ロッキード

### 海軍
- VE-7 - チャンス・ヴォート

#### 追撃機
- WP - ライト

#### 戦闘機
- XFA - ジェネラル・エアクラフト
- F2A バッファロー - ブルースター
- F3A コルセア - ブルースター
- FB - ボーイング （PW-9の海軍向け）
- F2B - ボーイング
- F3B シーホーク - ボーイング
- F4B - ボーイング
- XF5B - ボーイング （XP-15の海軍向け）
- XF6B - ボーイング
- XF7B - ボーイング
- XF8B - ボーイング
- FC - カーチス
- F2C - カーチス
- F3C - カーチス
- F4C - カーチス
- F5C - （未使用）
- F6C ホーク - カーチス
- F7C シーホーク - カーチス
- F8C ファルコン - カーチス
- F8C-2 ヘルダイバー - カーチス
- F9C スパローホーク - カーチス
- F10C ヘルダイバー - カーチス
- F11C ゴスホーク - カーチス（後にBFCに改称）
- XF12C ヘルダイバー - カーチス（後にSBCに改称）
- XF13C - カーチス
- XF14C - カーチス
- XF15C - カーチス
- XFD - ダグラス
- FD ファントム - マクドネル
- F2D バンシー - マクドネル
- F3D スカイナイト - ダグラス（1962年以降はF-10に改称）
- F4D スカイレイ - ダグラス（1962年以降はF-6に改称）
- F5D スカイランサー - ダグラス
- F6D ミサイリアー - ダグラス
- FF - グラマン
- F2F - グラマン
- F3F フライングバレル - グラマン
- F4F ワイルドキャット - グラマン
- XF5F スカイロケット - グラマン
- F6F ヘルキャット - グラマン
- F7F タイガーキャット - グラマン
- F8F ベアキャット - グラマン
- F9F パンサー/クーガー - グラマン（1962年以降はF-9に改称）
- XF10F ジャガー - グラマン
- F11F タイガー - グラマン（1962年以降はF-11に改称）
- XF12F - グラマン
- F13F - 未使用
- F14F トムキャット - グラマン（便宜上この表記にしてある）
- XFG - エバーハート
- XF2G - エバーハート
- FG コルセア - グッドイヤー
- F2G - グッドイヤー
- XFH - ホール
- FH ファントム - マクドネル
- F2H バンシー - マクドネル（1962年以降はF-2に改称）
- F3H デーモン - マクドネル（1962年以降はF-3に改称）
- F4H ファントムII - マクドネル（1962年以降はF-4に改称）
- XFJ - バーリナー・ジョイス
- XF2J - バーリナー・ジョイス（陸軍のP-16と同じ）
- XF3J - バーリナー・ジョイス
- FJ-1 フューリー - ノースアメリカン
- FJ-2/3 フューリー - ノースアメリカン（1962年以降はF-1に改称）
- FJ-4 フューリー - ノースアメリカン（1962年以降はF-1E、AF-1Eに改称）
- XFL (航空機) - ローニング
- XFL エアラボニータ - ベル（陸軍のP-39とほぼ同じ）
- F2L エアラコメット - ベル（陸軍のP-59と同じ）
- XF3L - ベル（非公式）
- FM ワイルドキャット - ジェネラルモーターズ（F4Fに同じ）
- F2M ワイルドキャット - ジェネラルモーターズ（F4Fに同じ）
- F3M - ジェネラルモーターズ（F8Fに同じ）
- FN - セバスキー
- FN - NAF
- FO ライトニング - ロッキード（陸軍のP-38に同じ）
- FO - ロッキード
- FR ファイアボール - ライアン
- XF2R ダークシャーク - ライアン
- FS スピットファイア - スーパーマリン
- XFT - ノースロップ （陸軍のA-17と同じ）
- F2T ブラックウィドー - ノースロップ （陸軍のP-61と同じ）
- FU (航空機) - チャンス・ヴォート
- XF2U - チャンス・ヴォート
- XF3U - チャンス・ヴォート
- F4U コルセア - チャンス・ヴォート
- XF5U フライングフラップジャック - チャンス・ヴォート
- F6U パイレート - チャンス・ヴォート
- F7U カットラス - チャンス・ヴォート
- F8U クルセイダー - チャンス・ヴォート（1962年以降はF-8に改称）
- FV - カナディアンヴィッカース
- XFV - ロッキード
- F2W - ライト
- F3W アパッチ - ライト
- F4W ベアキャット - ライト
- XFY ポゴ - コンヴェア
- XF2Y シーダート - コンヴェア（1962年以降はYF-7に改称）

### 1962年 空軍・海軍（命名規則改正）以降

#### 戦闘機
- F-1 フュリー - ノースアメリカン（旧称 FJ-2/3）
  - F-1E フュリー - ノースアメリカン（旧称 FJ-4）
- F-2 バンシー - マクドネル（旧称F2H）
- F-3 デーモン - マクドネル（旧称F3H）
- F-4 ファントムII - マクドネル ダグラス（旧称F4H）
- F-5 フリーダムファイター/タイガーII - ノースロップ
- F-6 スカイレイ - ダグラス（旧称F4D）
- YF-7 シー・ダート - コンヴェア（旧称F2Y）
- F-8 クルセイダー - ヴォート（旧称F8U）
- F-9 クーガー - グラマン（旧称F9F）
- F-10 スカイナイト - ダグラス（旧称F3D）
- F-11 タイガー - グラマン（旧称F11F）
- YF-12 - ロッキード
- F-14 トムキャット - グラマン
- F-15 イーグル - マクドネル ダグラス
- F-15E ストライクイーグル - ボーイング
- F-16 ファイティング・ファルコン - ジェネラルダイナミクス
- F-16XL ファイティング・ファルコン - ジェネラルダイナミクス
- YF-17 コブラ - ノースロップ
- F/A-18 ホーネット - マクドネル ダグラス
- F/A-18E スーパーホーネット - ボーイング
- F-19 - （ステルス戦闘機説が噂されているが不詳）
- F-20 タイガーシャーク - ノースロップ
- F-21 クフィル - イスラエル・エアクラフト・インダストリー
- F-22 ラプター - ロッキード・マーチン
- YF-23 - ノースロップ
- X-32 - ボーイング
- F-35 ライトニングII - ロッキード・マーチン

## ヘリコプター

### 陸軍および空軍 (1935-1962)

#### ジャイロプレーン
- G-1 - ケレット
- G-2 - ピトケアン

#### 回転翼
- R-1 - Platt-LePage
- R-2 - ケレット
- R-3 - ケレット
- R-4 ドラゴンフライ - シコルスキー
- R-5 ホバーフライ - シコルスキー
- R-6 ドラゴンフライII - シコルスキー
- R-7 - シコルスキー
- R-8 - ケレット
- R-9 - ファイアストーン
- R-10 - ケレット
- R-11 - ロータークラフト
- R-12 - ベル
- R-13 スー - ベル
- R-14 - ファイアストーン
- R-15 - ベル
- R-16 - パイセアッキ

#### ヘリコプター
- H-4 ドラゴンフライ - シコルスキー
- H-5 ホバーフライ - シコルスキー
- H-8 - ケレット
- H-9 - ファイアストーン
- H-10 - ケレット
- H-11 - ロータークラフト
- H-12 - ベル
- H-13 スー - ベル
- H-14 - ファイアストーン
- H-15 - ベル
- H-16 トランスポーター - パイセアッキ
- H-17 - ヒューズ
- H-18 - シコルスキー
- H-19 チカソー - シコルスキー
- H-20 - マクドネル
- H-21 ワークホース / ショーニー - パイセアッキ
- H-22 - カマン
- H-23 - ヒラー
- H-24 - Seibel
- H-25 アーミーミュール - パイセアッキ
- H-26 ジェットジープ - アメリカンヘリコプター
- H-27 トランスポーター - パイセアッキ
- H-28 - ヒューズ
- H-29 - マクドネル
- H-30 - マッカロク
- H-31 - ドーマン
- H-32 - ヒラー
- H-33 - ベル
- H-34 チョクトー - シコルスキー
- H-35 - マクドネル
- H-37 モハーベ - シコルスキー
- H-39 - シコルスキー
- H-40 - ベル
- H-41 - セスナ
- H-42 - ヒューズ
- H-43 ハスキー - カマン

### 海軍、海兵隊および沿岸警備隊 (1944-1962)

#### 輸送ヘリコプター
- HCH - マクドネル

- HRB シーナイト - ボーイング・バートル
- HRH - マクドネル
- HRP レスキュー - パイセアッキ
- HRS - シコルスキー
- HR2S - シコルスキー
- HR3S - シコルスキー

#### 汎用ヘリコプター
- HJD - マクドネル
- HJH - マクドネル
- HJP - パイセアッキ
- HJS - シコルスキー

- HUK - カマン
- HU2K - カマン
- HUL - ベル
- HUM - マッカロク
- HUP - パイセアッキ
- HUS - シコルスキー
- HU2S - シコルスキー

#### 対潜ヘリコプター
- HSL - ベル
- HSS シーバット / シーキング - シコルスキー （後のSH-34およびSH-3）

#### 観測ヘリコプター
- HOE - ヒラー
- HOG - ジャイロダイン
- HOK - カマン
- HOS - シコルスキー
- HO2S - シコルスキー
- HO3S - シコルスキー
- HO4S - シコルスキー
- HO5S - シコルスキー

#### 練習ヘリコプター
- HNS - シコルスキー

- HTE - ヒラー
- HTK - カマン
- HTL - ベル

#### ローターサイクル
- ROE - ヒラー
- RON - ジャイロダイン

### 陸軍 (1956-1962)

#### 輸送ヘリコプター
- HC-1 - ボーイング・バートル （後のCH-46およびCH-47）

#### フライングプラットホーム
- HO-1 パウニー - ヒラー
- HO-2 - De Lackner

#### 観測ヘリコプター
- HO-1 - シュド・エスト
- HO-2 - ヒューズ
- HO-3 - ブラントリー
- HO-4 - ベル
- HO-5 - ヒラー
- HO-6 カイユース - ヒューズ

#### 汎用ヘリコプター
- HU-1 イロコイ - ベル

#### 実験ヘリコプター
- HZ-1 - De Lackner

### 三軍共通命名規則 (1962-present)

#### 汎用ヘリコプター
- UH-1 イロコイ / ベノム - ベル
- UH-2 シースプライト - カマン
- UH-3 シーキング - シコルスキー
- UH-13 スー - ベル
- UH-19 チカソー - シコルスキー
- UH-25 リトリーバー - パイセアッキ
- UH-34 シーホース / シーバット - シコルスキー・エアクラフト
- UH-41 セネカ - セスナ
- UH-43 ハスキー - カマン
- UH-46 シーナイト - ボーイング・バートル
- UH-60 ブラックホーク - シコルスキー・エアクラフト
- UH-60 シーホーク - シコルスキー
- UH-61 - ボーイング
- UH-72 ラコタ - アメリカン・ユーロコプター

#### 輸送ヘリコプター
- CH-3 シーキング - シコルスキー
- CH-19 チカソー - シコルスキー
- CH-21 ワークホース / ショーニー - パイセアッキ
- CH-34 チョクトー - シコルスキー
- CH-37 モハーベ - シコルスキー
- CH-46 シーナイト - ボーイング・バートル
- CH-47 チヌーク - ボーイング・バートル
- CH-53 シースタリオン - シコルスキー・エアクラフト
- CH-53E スーパースタリオン - シコルスキー・エアクラフト
- CH-54 ターヒ - シコルスキー
- CH-60 シーホーク - シコルスキー
- CH-62 - ボーイング

#### 対潜ヘリコプター
- SH-2 シースプライト - カマン・エアクラフト
- SH-3 シーキング - シコルスキー・エアクラフト
- SH-34 シーバット - シコルスキー
- SH-60 シーホーク - シコルスキー・エアクラフト

#### 捜索・救難ヘリコプター
- HH-1 イロコイ - ベル
- HH-2 シースプライト - カマン
- HH-3 シーキング / ジョリーグリーンジャイアント - シコルスキー
- HH-13 スー - ベル
- HH-19 チカソー - シコルスキー
- HH-21 ワークホース - パイセアッキ
- HH-34 チョクトー / シーホース - シコルスキー
- HH-43 ハスキー - カマン
- HH-46 シーナイト - ボーイング・バートル
- HH-52 シーガード - シコルスキー
- HH-53 スーパージョリーグリーンジャイアント - シコルスキー・エアクラフト
- HH-60 ペイブホーク - シコルスキー
- HH-60 シーホーク - シコルスキー
- HH-65 ドルフィン - アエロスパシアル

#### 多用途ヘリコプター
- MH-1 - ベル
- MH-6 カイユース - ヒューズ
- MH-47 チヌーク - ボーイング・バートル
- MH-53 ペイブロウ - シコルスキー
- MH-53 シードラゴン - シコルスキー
- MH-60 ブラックホーク - シコルスキー
- MH-60 シーホーク - シコルスキー
- MH-65 ドルフィン - アメリカン・ユーロコプター
- MH-68 スティングレイ - アグスタ
- MH-139 グレイウルフ - アグスタウエストランド

#### 観測ヘリコプター
- YOH-4 - ベル
- YOH-6 - ヒラー
- OH-6 カイユース - ヒューズ
- OH-13 スー - ベル
- OH-23 レイヴン - ヒラー
- OH-43 ハスキー - カマン
- OH-58 カイオワ / カイオワ・ウォーリアー - ベル

#### 偵察ヘリコプター
- RH-3 シーキング - シコルスキー
- RH-46 シーナイト - ボーイング・バートル
- RH-53 シースタリオン - シコルスキー
- RH-70 - ベル

#### 攻撃ヘリコプター
- AH-1 ヒューイコブラ / コブラ / シーコブラ / ヴァイパー - ベル
- AH-6 カイユース - ヒューズ
- AH-56 シャイアン - ロッキード
- YAH-63 キングコブラ - ベル・エアクラフト
- AH-64 アパッチ - マクドネル・ダグラス
- RAH-66 コマンチ - ボーイング / シコルスキー・エアクラフト

#### 要人輸送ヘリコプター
- VH-1 イロコイ - ベル
- VH-3 シーキング - シコルスキー
- VH-34 シーバット - シコルスキー
- VH-46 シーナイト - ボーイング・バートル
- VH-60 ナイトホーク - シコルスキー
- VH-71 - ロッキード・マーチン
- VH-92 パトリオット - シコルスキー

#### 練習ヘリコプター
- TH-1 イロコイ - ベル
- TH-6 カイユース - ヒューズ
- TH-13 スー - ベル
- TH-43 ハスキー - カマン
- TH-53 - シコルスキー
- TH-55 オセージ - ヒューズ
- TH-57 シーレンジャー - ベル
- TH-67 クリーク - ベル

#### 無人ヘリコプター
- QH-43 ハスキー - カマン
- QH-50 DASH - ジャイロダイン

#### 電子戦ヘリコプター
- EH-1 イロコイ - ベル
- EH-6 カイユース - ヒューズ
- EH-60 ブラックホーク - シコルスキー

## 観測・連絡機
- L-19 / O-1 バードドッグ - セスナ
- O-2 スカイマスター - セスナ
- YO-3A クワイアト・スター - ロッキード
- XAO-2 インフラット・プレーン - グッドイヤー

## 哨戒機

### 海軍

#### 哨戒機 1923年-1962年
- PB フライングフォートレス - ボーイング
- P2B スーパーフォートレス - ボーイング
- PD - ダグラス
- P2D - ダグラス
- XP3D - ダグラス
- PH - ホール
- P2H - ホール
- PJ - ジェネラル・アビエーション
- PK - キーストン
- PM - マーチン
- P2M - マーチン
- P3M - マーチン
- P4M マーケーター - マーチン
- P5M マーリン - マーチン
- P6M シーマスター - マーチン
- P7M サブマスター - マーチン
- PN - ネーバル・エアクラフト・ファクトリー
- P2N - ネーバル・エアクラフト・ファクトリー
- P3N - 未使用
- P4N - ネーバル・エアクラフト・ファクトリー
- PO ウォーニング・スター - ロッキード
- PS - シコルスキー
- P2S - シコルスキー
- PV-1 ヴェンチュラ - ロッキード
- PV-2 ハープーン - ロッキード
- P2V ネプチューン - ロッキード
- P3V オライオン - ロッキード
- PY - コンソリデーテッド
- P2Y - コンソリデーテッド
- P3Y カタリナ - コンソリデーテッド
- XP4Y コレギドー - コンソリデーテッド
- XP5Y トレードウインド - コンソリデーテッド
- XP6Y - コンベア

#### 哨戒爆撃機 1935年-1962年
- XPBB シーレンジャー - ボーイング
- PB2B カタリナ - ボーイング
- PB2B-2 - ボーイング
- PBJ ミッチェル - ノースアメリカン
- PBM マリナー - マーチン
- XPB2M マーズ - マーチン
- PBN ノーマッド - 海軍航空機工廠
- PBO ハドソン - ロッキード
- XPBS - シコルスキー
- PB2S カタリナ - ボーイング・カナダ
- PBV カタリナ - カナディアン・ヴィッカース
- PBY カタリナ - コンソリデーテッド
- PB2Y コロネド - コンソリデーテッド
- XPB3Y - コンソリデーテッド
- PB4Y-1 リベレーター - コンソリデーテッド
- PB4Y-2 プライヴァティア - コンソリデーテッド

#### 哨戒雷撃機 1937年-1962年
- XPTBH - ホール

#### 艦上哨戒機 1946年-1962年
- SF - 偵察機で使用
- S2F トラッカー - グラマン
- SU - 偵察機で使用
- XS2U - ヴォート

#### 哨戒機 1962年（命名規則改正）以降
- P-1 - 未使用
- P-2 ネプチューン - ロッキード
- P-3 オライオン - ロッキード
- P-4 プライヴァティア - コンソリデーテッド
- P-5 マーリン - マーチン
- P-6 - 未使用
- P-7 - ロッキード
- P-8 ポセイドン - ボーイング
- P-9 - ボンバルディア

#### 艦上哨戒機 1962年（命名規則改正）以降
- S-1 - 未使用
- S-2 トラッカー - グラマン
- S-3 ヴァイキング - ロッキード

## 偵察機

### 陸軍・空軍

#### 写真偵察機
- F-1 - フェアチャイルド
- F-2 - ビーチ
- F-3 - ダグラス
- F-4 - ロッキード
- F-5 - ロッキード
- F-6 - ノースアメリカン
- F-7 - コンソリーテッド
- F-8 - デハビランド
- F-9 - ボーイング
- F-10 - ノースアメリカン
- XF-11 - ヒューズ
- XF-12 - リパブリック
- F-13 - ボーイング
- F-14 - ロッキード
- F-15 - ノースロップ

#### 偵察機
- R-11 - ヒューズ
- R-12 - リパブリック
- R-16 - ボーイング

- RS-70 ヴァルキリー - ノースアメリカン
- SR-71 - ロッキード
- TR-1 - ロッキード

### 海軍

#### 偵察機
- SC - カーチス
- SC シーホーク - カーチス・ライト
- S2C - カーチス
- S3C - カーチス
- S4C - カーチス
- SDW - デイトン・ライト
- SE - ベランカ
- S2E - エド
- SF - グラマン
- SG - グレートレークス
- SL - ローニング
- S2L -  ローニング
- MS - マーチン
- SS - シコルスキー
- SU - ボート
- XS - コックス・クレム

#### 観測偵察機
- OSE - エド
- OSN - NAF
- OS2N キングフィッシャー - NAF
- OSS - ステアマン
- OSU - ヴォート
- OS2U キングフィッシャー - ヴォート

#### 偵察観測機
- SOC シーガル - カーチス・ライト
- SO2C - カーチス・ライト
- SO3C シーミュー - カーチス・ライト
- SOE - エド
- SOK - フェアチャイルド
- SON - NAF
- SOR - ライアン
- SO2U - ヴォート

## 練習機

### 陸軍・空軍

#### 高等練習機 1925年-1948年
- AT-1 - ハフ・ダランド
- AT-2 - ハフ・ダランド
- AT-3 - ボーイング
- AT-4 ホーク - カーチス
- AT-5 ホーク - カーチス
- AT-6 テキサン - ノースアメリカン
- AT-7 ナビゲーター - ビーチクラフト
- AT-8 ボブキャット - セスナ
- AT-9 ジープ - カーチス・ライト
- AT-10 ウィチタ - ビーチクラフト
- AT-11 カンザン - ビーチクラフト
- AT-12 ガードマン - セバスキー
- XAT-13 ガンナー - フェアチャイルド
- XAT-14 ガンナー - フェアチャイルド
- XAT-15 クルーメーカー(愛称は非採用) - ボーイング
- AT-16 ハーヴァード Mk.II B - ノールデュイン
- AT-17 ボブキャット - セスナ
- AT-18 ハドソン - ロッキード
- AT-19 リライアント - スティンソン
- AT-20 アンソン - アブロ
- AT-21 ガンナー - フェアチャイルド
- AT-22 リベレーター - コンソリデーテッド
- AT-23 マローダー - マーチン
- AT-24 ミッチェル - ノースアメリカン

#### 基本戦闘練習機 1936年-1940年
- BC-1 テキサン - ノースアメリカン
- BC-2 テキサン - ノースアメリカン
- BC-3ヴァリアント - ヴァルティー

## 垂直離着陸機

### 陸軍・空軍

#### コンヴァーチブルプレーン
- XV-1 - マクドネル
- XV-2 - シコルスキー
- XV-3 - ベル

#### VTOL研究
- VZ-1 パウニー - ヒラー
- VZ-2 - ボーイング・バートル
- VZ-3 バーチプレーン - ライアン
- VZ-4 - ドーク
- VZ-5 - フェアチャイルド
- VZ-6 - クライスラー
- VZ-7 - カーチス・ライト
- VZ-8 エアジープ - パイセアッキ
- VZ-9 - アブロ・カナダ
- VZ-10 ハミングバード - ロッキード
- VZ-11 バーチファン - ライアン
- VZ-12 ケストレル - ホーカーシドレー

### 1962年以降

#### 垂直/短距離離着陸機
- OV-1 モホーク - グラマン
- CV-2 カリブー - デハビランドカナダ
- XV-3 - ベル
- XV-4 ハミングバード - ロッキード
- XV-5 バーチファン - ライアン
- XV-6 ケストレル - ホーカーシドレー
- CV-7 バッファロー - デハビランドカナダ
- XV-8 フリープ - ライアン
- AV-8 ハリアー - ホーカーシドレー / マクドネルダグラス
- XV-9 - ヒューズ
- OV-10 ブロンコ - ロックウェル
- XV-11 マーベル - パーソンズ
- OV-12 - ピラタス
- FV-12 - ノースアメリカン・ロックウェル
- HV-15 - ベル
- AV-16 - ホーカーシドレー / マクドネルダグラス
- XV-17
- UV-18 ツインオッター - デハビランドカナダ
- UV-20 チリカワ - ピラタス
- CV-22 オスプレイ - ベル / ボーイング
- UV-23 - スカイトレーダー